# 3483 Svetlov
A 3483 Svetlov (ideiglenes jelöléssel 1976 YP2) egy kisbolygó a Naprendszerben. Ljudmila Ivanovna Csernih fedezte fel 1976. december 16-án.